# Funció mesurable
En matemàtiques, les funcions mesurables són funcions entre espais mesurables amb unes propietats adequades. Les funcions que s'estudien en anàlisi matemàtica que no són mesurables, generalment es consideren casos patològics.
Si {\displaystyle \Sigma } és una σ-àlgebra sobre un conjunt {\displaystyle X} i {\displaystyle \mathrm {T} } és una σ-àlgebra sobre {\displaystyle Y}, llavors una funció {\displaystyle f:\,X\longrightarrow Y} és {\displaystyle \Sigma /\mathrm {T} } mesurable si l'antiimatge de cada conjunt de {\displaystyle \mathrm {T} } pertany a {\displaystyle \Sigma }, és a dir, si per a qualsevol {\displaystyle C\in \mathrm {T} ,\ {\text{tenim}}\ f^{-1}(C)\in \Sigma }, on {\displaystyle f^{-1}(C)=\{x\in X:\,f(x)\in C\}}.
Per convenció, si {\displaystyle Y} és un espai topològic, tal com el conjunt dels nombres reals {\displaystyle \mathbb {R} } o el dels nombres complexos {\displaystyle \mathbb {C} }, llavors es fa servir la σ-algebra de Borel generada pels conjunts oberts de {\displaystyle Y}, tret que s'especifiqui altra cosa. En aquest cas, l'espai mesurable {\displaystyle (Y,\mathrm {T} )} també s'anomena espai de Borel.
Si pel context és clar què són {\displaystyle \mathrm {T} } i/o {\displaystyle \Sigma } llavors la funció f es pot anomenar (i normalment s'anomena) {\displaystyle \Sigma }-mesurable o simplement mesurable.

## Funcions mesurables especials
Si {\displaystyle (X,\Sigma )} i {\displaystyle (Y,\mathrm {T} )} són espais de Borel, llavors de les funcions mesurables també se'n diu funcions Borel-mesurables, o senzillament, funcions de Borel. Les funcions contínues són de Borel però no totes les funcions de Borel són contínues. Però, tota funció mesurable és gairebé contínua; vegeu teorema de Luzin.
Les variables aleatòries són per definició funcions mesurables definides sobre espais mostrals.

## Propietats de les funcions mesurables
- La suma i el producte de dues funcions reals mesurables és mesurable.
- Si una funció f és mesurable {\displaystyle \Sigma _{1}/\Sigma _{2}} i una funció g és mesurable {\displaystyle \Sigma _{2}/\mathrm {T} }, llavors la composició {\displaystyle g\circ f} és mesurable {\displaystyle \Sigma _{1}/T}.[1]
- El límit punt a punt de funcions mesurables és mesurable. (L'afirmació corresponent pel cas de funcions contínues necessita condicions més fortes que no pas la convergència punt a punt, com ara la convergència uniforme.)
- Només les funcions mesurables poden ser Lebesgue integrades.
- Una funció Lebesgue-mesurable és una funció real f : R → R tal que per a cada nombre real a, el conjunt

{\displaystyle \{x\in \mathbb {R} :f(x)>a\}}
és un conjunt Lebesgue-mesurable. Una caracterització útil de les funcions Lebesgue mesurables és que f és mesurable si i només si mid{-g,f,g} és integrable per a totes les funcions no negatives g Lebesgue integrables.

## Funcions No-mesurables
No totes les funcions són mesurables. Per exemple, si {\displaystyle A} és un subconjunt no mesurable de la recta real {\displaystyle \mathbb {R} }, llavors la seva funció característica {\displaystyle 1_{A}(x)} és no-mesurable.